# La Vraie-Croix
La Vraie-Croix (en bretó Langroez) és un municipi francès, situat a la regió de Bretanya, al departament d'Ar Mor-Bihan. L'any 2006 tenia 1.263 habitants.

## Demografia
| 1962                                       | 1968 | 1975 | 1982 | 1990  | 1999  |
| ------------------------------------------ | ---- | ---- | ---- | ----- | ----- |
| 630                                        | 666  | 723  | 835  | 1.068 | 1.068 |
| Des de 1962: població sense dobles comptes |      |      |      |       |       |

## Administració
| Període | Identitat      | Partit |
| ------- | -------------- | ------ |
| 2001-   | Monique Danion |        |